# لینکلن ناشناخته
لینکلن ناشناخته زندگینامه ای از آبراهام لینکلن است که در سال ۱۹۳۲ توسط دیل کارنگی نوشته شده‌است. این کتاب توسط دیل کارنگی و همکارانش منتشر شده‌است و به عنوان جایزه در دوره دیل کارنگی اهدا می‌شود.

## خلاصه
آبراهام لینکن در یکی از فقیرترین و عقب مانده‌ترین خانواده‌های آمریکا به دنیا آمد و نیم قرن بعد رئیس‌جمهور آمریکا شد. نام لینکن با جنگ داخلی و لغو قانون برده داری در آمریکا پیوند خورد و ماندگار شد. در زندگی پر رنج و غم او، گره‌های ناگشودنی بسیار و ویژگی‌های انسانی فراوان وجود داشتند.

## ترجمه
این کتاب در سال ۱۳۹۹ توسط مجید جواهری زاده ترجمه شد.

## الهام و روند نوشتن
یک روز بهاری، دیل کارنگی در هتلی در لندن مشغول خوردن صبحانه بود. او به ستونی در روزنامه مورنینگ پست با عنوان «مردان و خاطرات» برخورد کرد. در آن صبح خاص و چندین صبح بعد، آن ستون به آبراهام لینکلن - جنبه شخصی زندگی حرفه ای او اختصاص داشت. کارنگی با علاقه و تعجب زیاد کسانی را خواند. او همیشه به تاریخ ایالات متحده علاقه‌مند بود. با تحریک مقاله‌های مورنینگ پست، کارنگی به کتابخانه موزه بریتانیا رفت و تعدادی از کتاب‌های لینکلن را خواند. هر چه بیشتر مطالعه می‌کرد شیفته او می‌شد. سرانجام تصمیم گرفت خودش کتابی دربارهٔ لینکلن بنویسد.
کارنگی کار را در اروپا آغاز کرد و یک سال در آنجا کار کرد و سپس به مدت دو سال در نیویورک کار کرد. سرانجام او تمام آنچه را که نوشته بود پاره کرد و آن را درون سبد زباله انداخت. او سپس به ایلینوی رفت، تا از لینکلن در همان زمینی که خود لینکلن خواب و زحمت کشیده بود، بنویسد. ماه‌ها او در میان افرادی زندگی کرد که پدرانشان به لینکلن کمک کرده‌اند زمین را بررسی کند، نرده درست کند و گراز را به بازار منتقل کند. ماه‌ها او در میان کتاب‌های قدیمی، نامه‌ها، سخنرانی‌ها، روزنامه‌های نیمه فراموش شده و سوابق محکم دادگاه غرق می‌شد و سعی می‌کرد لینکلن را درک کند.
چک پترزبورگ گذراند. او به آنجا رفت زیرا تنها یک مایل با روستای مرمت شده نیو سالم فاصله دارد، جایی که لینکلن شادترین و شکل‌گیری‌ترین سالهای زندگی خود را در آنجا گذرانده‌است. همان بلوط‌های سفید که لینکلن زیر آنها درس می‌خواند، کشتی می‌گرفت و عشق می‌ورزید هنوز ایستاده بودند. هر روز صبح کارنگی ماشین تحریر و موتور خود را از پترزبورگ به آنجا می‌برد و نیمی از فصل کتاب خود را در زیر آن درختان می‌نوشت. او اغلب در شب‌های تابستان به تنهایی به جنگل‌های حاشیه سنگامون می رفت و می‌فهمید که در چنین شب‌هایی لینکلن و آن راتلج، اولین عشق او، از همان زمین عبور کرده‌اند.
مربوط به مرگ راتلج رسید، او جاده‌های کشور را به سمت نقطه ای خلوت و خلوت در جایی که وی در آنجا دفن شده بود، راند. آنجا رها شده بود و بیش از حد رشد کرده بود، بنابراین برای نزدیک شدن به قبر او مجبور شد علف‌های هرز، برس و انگور را بریزد. کارنگی همچنین بسیاری از فصل‌ها را در اسپرینگ فیلد نوشت. عده ای در اتاق نشیمن خانه قدیمی محل زندگی لینکلن، برخی دیگر پشت میز کاری که وی اولین سخنرانی افتتاحیه خود در آن بود، و برخی دیگر بالای نقطه ای که به دادگاه آمد و با ماری تاد لینکلن درگیر شد.

## نظرات
دیکسون رایان فاکس، استاد تاریخ دانشگاه کلمبیا: «یک کتاب جذاب، به اندازه یک رمان ساباتینی دراماتیک. فقط در پرتره است و با تأکید بسیار عاقلانه است. این زنده‌ترین جلدی است که من در مورد تمام زندگی لینکلن خوانده‌ام.».
لاول توماس: "شگفت انگیزترین داستان در تاریخ آمریکا. این کتابی از لینکلن است که شاید تا امروز نتوانسته بود نوشته شود - و کتابی که هیچ کس نمی‌تواند آن را بدون سود بخواند. من هیچ کار کوتاه دیگری در مورد لینکلن نمی‌شناسم که ارائه دهد خیلی از او و آن را بسیار فراموش نشدنی ارائه می‌دهد. "
هومر کروی: "جای تعجب است! من همیشه یک اشکال لینکلن بوده‌ام و مجلدات زیادی را در مورد او خوانده‌ام. این کار به آبراهام لینکلن تبدیل می‌شود به یک انسان زنده و تنفس، بیش از هر کتابی که من تا به حال خوانده‌ام. این کتاب طول می‌کشد لینکلن از آسمان بیرون، او را به خانه همسایه منتقل می‌کند و همسایه ای از او می‌سازد.

## کتابشناسی
- Carnegie, Dale (1932). Lincoln the Unknown. Cedar Books.